# Tariq Masood
Tariq Masood es un personaje ficticio, que apareció en la serie británica Spooks. Tariq fue interpretado por el actor británico Shazad Latif desde el 6 de noviembre de 2009 hasta el 25 de septiembre de 2011. 

## Antecedentes
Masood sustituye a Malcolm Wynn-Jones como el asistente técnico del grupo, luego de que él dejara al MI5 al casi perder su vida durante una operación.

### Octava temporada
Tariq es un joven, brillante y entusiasta y fue contratado mientras estaba todavía en la universidad, sin embargo ha aprendido rápido el seguimiento del sistema. Es un verdadero fenómeno de las computadoras y lo que le falta de experiencia, lo compensa con un brillo natural. 
A veces engreído, pero nunca arrogante, Tariq siempre está en busca de un desafío. Trabajar en la Sección D es un sueño hecho realidad y está decidido a dejar su huella.

### Décima temporada
Durante el segundo episodio de la temporada Tariq muere al ser inyectado con veneno.